# Jacques Angelvin
Jacques Angelvin, né le 5 août 1914 à Marseille et mort le 10 novembre 1978 à Cannes, est un animateur de télévision et acteur français.
Notamment connu pour avoir animé pendant 15 ans l'émission Télé-Paris, devenue ensuite Paris-Club, avec Jacques Chabannes et Roger Féral. Le présentateur est arrêté en 1962 pour trafic d'héroïne à New York, en lien avec le réseau appelé « French Connection ». Cette mésaventure inspire au réalisateur Gérard Oury sa comédie Le Corniaud, sortie deux ans après son arrestation.

## Biographie
Après qu'il est renvoyé de plusieurs collèges et lycées, ses parents l'orientent sans succès vers la pâtisserie. En 1939, il est vendeur dans une librairie d'occasions du Quartier latin. Après la guerre, il est embauché comme assistant réalisateur à la radio. 
Il connaît ensuite la notoriété grâce à l'émission télévisée Paris-Club et, pour augmenter ses revenus, anime des galas et joue dans des films publicitaires. Il fréquente les boîtes de nuit.
Il est arrêté à New York par Sonny Grosso, le 21 janvier 1962, dans le cadre de la lutte contre la French Connection, pour trafic d'héroïne. Un peu auparavant, les agents du BNDD ont saisi 10 kg d'héroïne à Brooklyn et mis sous les verrous François Scaglia, une relation de l'animateur. Angelvin a transporté 52 kg d'héroïne pure, dissimulés à cinq endroits différents de sa Buick, immatriculée 18 LU 75 et arrivée par paquebot, en échange de 10 000 $, supposant peut-être que sa notoriété télévisuelle le mettrait à l'abri de toute suspicion. Son arrestation fait la une des médias et de la presse en France, la revue hebdomasaire Télé 7 jours affiche en couverture avec sa photo : « Angelvin : j'ai pleuré en lisant les journaux français ». Il a acheté cette voiture d'occasion avant le voyage et l'a lui-même conduite de Paris au port du Havre; sa culpabilité est quasiment établie selon l'enquête policière. Toutefois dans son autobiographie, Marcel Jullian indique avoir dîné avec Jacques Angelvin la veille de son départ pour les États-Unis. Angelvin lui aurait confié avoir pour maîtresse, une hôtesse de l'air libanaise ayant servi d'intermédiaire pour lui vendre cette Buick pour une bouchée de pain, provenant d'un riche marchand de Beyrouth. Selon l'animateur, il l'a emmenée avec lui aux États-Unis pour éviter qu'elle soit abîmée en stationnant à Paris à l'extérieur, ou soit volée. Il déclare qu'il aurait eu l'intention de l'utiliser pour traverser les États-Unis et se rendre au Canada.
Jacques Angelvin commence par clamer son innocence puis finit par plaider coupable, notamment pour bénéficier de l'allègement prévu par la législation américaine. Le 15 septembre 1963, il est condamné à une peine de six ans de prison. 
Son aventure — et plus largement l'histoire de la French Connection — inspire, dans deux registres différents, le scénario des longs-métrages dont la comédie Le Corniaud et le film d'action French Connection considéré comme plus réaliste par la critique.
Il est libéré en 1967 et s'installe à Port Grimaud. L'année suivante, il raconte dans son livre Mes prisons américaines son périlleux séjour à New York. Il devient par la suite agent immobilier ; marié, il a deux enfants (nés avant son arrestation) et il meurt à Cannes le 10 novembre 1978.

## Filmographie
Sauf indication contraire, les informations mentionnées dans cette section peuvent être confirmées par les bases de données cinématographiques  présentes dans la section « Liens externes ».
- 1952 : Paris chante toujours de Pierre Montazel
- 1953 : Cet homme est dangereux de Jean Sacha
- 1954 : Boum sur Paris de Maurice de Canonge
- 1956 : Le Chanteur de Mexico de Richard Pottier : le speaker du radio-crochet
- 1956 : La Loi des rues de Ralph Habib : Charlot
- 1959 : Le Cercle vicieux de Max Pécas
- 1960 : Suspense au Deuxième Bureau de Christian de Saint-Maurice
- 1972 : Les singes font la grimace de Jean-Louis Van Belle

## Publication
- Mes prisons américaines (récit autobiographique), Plon, 1968